# Phycitodes
Phycitodes är ett släkte av fjärilar som beskrevs av George Francis Hampson 1917. Phycitodes ingår i familjen mott.

## Bildgalleri

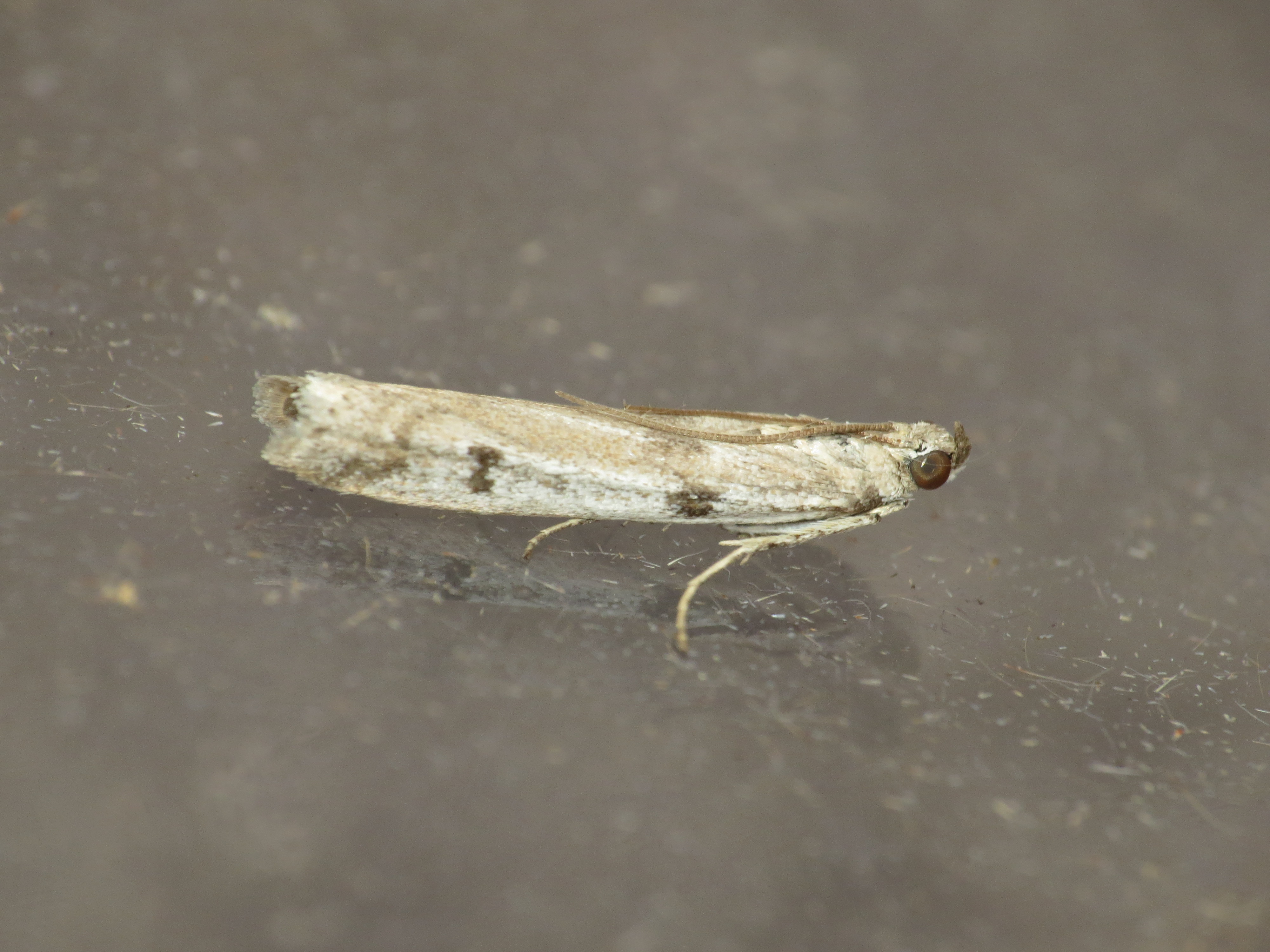
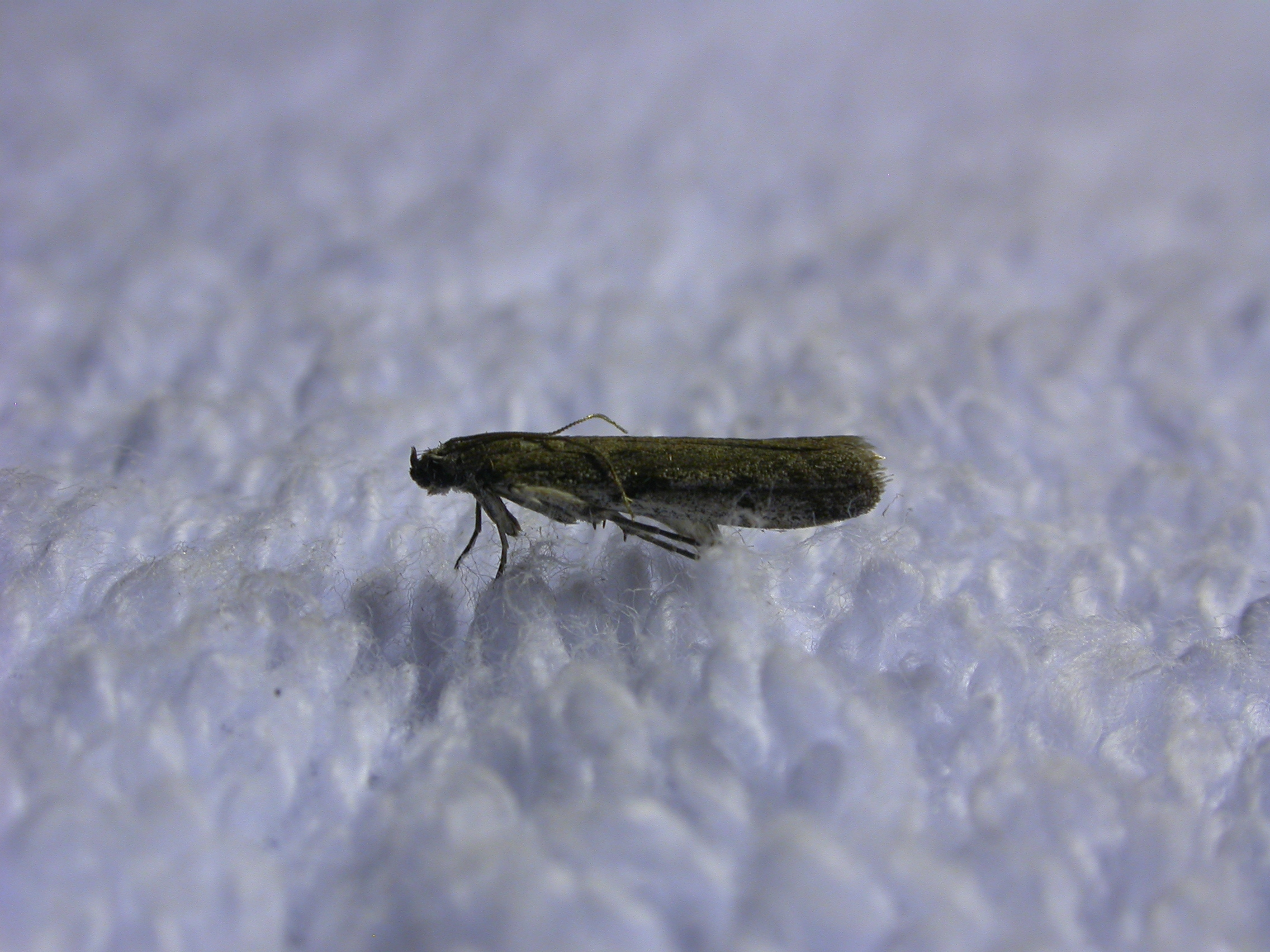

## Dottertaxa tillPhycitodes, i alfabetisk ordning[1][2]
- Phycitodes albatella
- Phycitodes albistriata
- Phycitodes albovittella
- Phycitodes amseli
- Phycitodes arenicola
- Phycitodes bentinckella
- Phycitodes bicolor
- Phycitodes binaevella
- Phycitodes binaloudella
- Phycitodes canariella
- Phycitodes caniusella
- Phycitodes carlinella
- Phycitodes ciliciella
- Phycitodes coarctella
- Phycitodes comeella
- Phycitodes costalbella
- Phycitodes crassipunctella
- Phycitodes cretacella
- Phycitodes cubella
- Phycitodes cupronigrella
- Phycitodes delattini
- Phycitodes delineata
- Phycitodes dierli
- Phycitodes eluviella
- Phycitodes exustella
- Phycitodes inquinatella
- Phycitodes iranella
- Phycitodes lacteella
- Phycitodes lepigreella
- Phycitodes longivittella
- Phycitodes lungtanella
- Phycitodes madoniella
- Phycitodes maritima
- Phycitodes mucidella
- Phycitodes musiosum
- Phycitodes nepalensis
- Phycitodes nigrella
- Phycitodes nigrilimbella
- Phycitodes nitidella
- Phycitodes nuristanica
- Phycitodes olivaceella
- Phycitodes orientalis
- Phycitodes osteella
- Phycitodes pagodiella
- Phycitodes parvum
- Phycitodes persicella
- Phycitodes petrella
- Phycitodes pinguinella
- Phycitodes popescugorji
- Phycitodes praecalcella
- Phycitodes pseudonimbella
- Phycitodes ravonella
- Phycitodes recurvaria
- Phycitodes reisseri
- Phycitodes reliquellum
- Phycitodes rotundisigna
- Phycitodes sardiniella
- Phycitodes saxicola
- Phycitodes senecionis
- Phycitodes siciliella
- Phycitodes strassbergeri
- Phycitodes subbinaevella
- Phycitodes subcretacella
- Phycitodes subolivacella
- Phycitodes tenella
- Phycitodes teneriffella
- Phycitodes triangulella
- Phycitodes unifasciellus
- Phycitodes unipunctatella
- Phycitodes unitella
- Phycitodes ussuriella
- Phycitodes vallettae
- Phycitodes viettella
- Phycitodes zinianella